# سول‌کالیبر ۵
سول‌کالیبر ۵ (ソウルキャリバーV Sōrukyaribā Faibu) یک بازی ویدئویی در سبک مبارزه‌ای بر پایه سلاح است که توسط پراجکت سول ساخته شده است و نامکو باندای گیمز آن را در سال ۲۰۱۲ برای کنسول‌های ایکس‌باکس ۳۶۰ و پلی‌استیشن ۳ منتشر کرده است. سول کالیبر ۵ ششمین قسمت اصلی در مجموعه بازی‌های مبارزه‌ای سول‌کالیبر محسوب می‌شود و ادامه سول‌کالیبر ۴ است، با این تفاوت که داستان این نسخه دربارهٔ شخصی به نام پاتروکلوس است که قصد آزادسازی خواهر خود از نفرینی را دارد که به سبب یک سلاح باستانی پدید آمده است.
بازی با واکنش‌های مثبتی از سوی منتقدان همراه بود، که روند بازی،  فضاسازی و خلق شخصیت مورد تحسین قرار گرفت، اما منتقدان نسبت به حذف شخصیت‌های مورد علاقه طرفداران و برای حالت داستانی انتقاداتی داشتند. دنباله‌ای تحت عنوان سول‌کالیبر ۶ در اکتبر ۲۰۱۸ عرضه شد.

## داستان
داستان این قسمت ۱۷ سال بعد از رخ‌دادهای سول‌کالیبر ۴ و شکست نایتمر بدست زیگفرید و حول محور فرزندان سوفیتیا یکی از شخصیت‌های کلیدی این سری است. شخصیت اصلی داستان این سری پسر او پاتروکلوس به همراه خواهرش پیرها هستند. این خواهر و برادر در سراسر اروپا سفر کرده و سعی در خلاص شدن از یک نفرین دردسر ساز به نام مالفستد را دارند که به سبب تماس با سلاح شیطانی سول اج به وجود آمده است.

## شخصیت‌ها
سول‌کالیبر ۵ شامل ۲۸ شخصیت قابل انتخاب است که ۱۰ نفر از آن‌ها تازه به این مجموعه اضافه شده‌اند. بازی همچنین شامل یک شخصیت جدید مرموز به نام زووای و ویئولا که یک طالع‌بین است است. چندین شخصیت جدید نیز سبک مبارزهٔ شخصیت‌های پیشین این سری را دارا می‌باشند. شخصیت مهمان این سری اتزیو آئودیتوره دا فرینتزه از مجموعه بازی‌های اساسینز کرید است. همچنین شخصیت‌های قبلی این سری شامل زیگفرید، ولدو، آی‌وی، هیلده، میتسوروگی، سروانتس و نایتمِر نیز در این قسمت حضور دارند. دامپیئر، شخصیت جدید اضافه شده در نسخه سول‌کالیبر: سرنوشت شکسته هم در این بازی قابل انتخاب است.